# Франческо II да Карара
Франческо II да Карара Новело (на италиански: Francesco II da Carrara; Francesco Novello da Carrara, Francesco il Novello; * 29 май 1359, Падуа; † 19 януари 1406, Венеция) от фамилията Да Карара, е господар на Падуа (1388 – 1389 и 1390 – 1405).

## Произход
Той е син на Франческо I да Карара Стари (1325 – 1393), господар на Падуа до 1388 г., и съпругата му Фина Буцакарини († 1406).
Има две сестри:
- Чечилия (* 1350, † 1427/1430), от 23 януари 1367 съпруга на херцог Венцел от Саксония-Витенберг (* 1337, † 15 май 1388, Целе) от рода Аскани, херцог на Саксония-Витенберг, курфюрст в Свещената Римска империя и фюрст на Люнебург (1370 – 1388).
- Елизабета († пр. 24 май 1395), съпруга на Фридрих III († 23 януари 1423), граф фон Йотинген.

Бернабо Висконти, владетел на Милано, завладява Парма и поставя там през 1364 г. за управител синът си Марко Висконти.

## Брак и потомство
Франческо II се жени през 1377 г. за Тадеа д'Есте (* 1365; † 23 ноември 1404), дъщеря на Николо II д’Есте, маркиз на Ферара, Модена и Парма (1361 – 1388), и съпругата му Верде дела Скала. Имат 5 сина и 2 дъщери:
- Франческо III да Карара (* 1377, † 1406), сеньор на Падуа; ∞ 1397 за Алда Гондзага от Матуа (* 1391, † 1405), дъщеря на Франческо I Гондзага, сеньор на Мантуа и първата му съпруга Аниезе Висконти. Нямат деца. Има 5 извънбрачни деца.
- Джилиола да Карара (* 1379, † 1416 от чума), ∞ 1394 за Николо III д’Есте  (* 9 ноември 1383, Ферара, Сеньория Ферара, † 26 декември 1441, Милано, Миланско херцогство) от Дом Есте, маркграф на Ферара, Модена и Реджо, от когото няма деца
- Якопо (Джакомо) († 1406)
- Убертино (* 1389 † 1407), кондотиер
- Марсилио I да Карара († 1435), кондотиер
- Николо († като бебе)
- Валпурга († 1405), монахиня в Падуа

Франческо Новело има извънбрачните деца:
- Стефано (* 1370 † 1449), епископ на Падуа (1396 – 1402)
- Аниезе
- Милоне
- Джоната